# Buddy Bolden
Charles "Buddy" Bolden (Nova Orleans, 6 de setembre de 1877 – Jackson, 4 de novembre de 1931) va ser un cornetista de hot, considerat com un dels pares i fundadors del jazz.

## La seva vida
El coneixien com a King Bolden, i era un home amb clàssics trets de negre crioll de Nova Orleans, i procedia del districte negre d'aquesta ciutat americana. La vida de Bolden continua embolicada en llegendes que el fan encara més fascinant. Amb greus problemes d'alcoholisme i mentals (era esquizofrènic), faldiller, de caràcter violent i fanfarró, era un perruquer que de dia tallava i afaitava als seus clients i en fosquejar prestava els seus serveis com a músic en cerimònies, pícnics, festes i balls íntims, o en llocs tan dispars com en soterraments o en els vapors del Mississipi. Aquelles actuacions el van fer conegut com el millor corneta de tota Nova Orleans i qui més magistralment tocava el blues.
La conducta excèntrica de Bolden, els seus problemes amb la justícia (va ser detingut i empresonat el dia del treball de 1906) i la seva addicció a l'alcohol li van provocar un agreujament del seu trastorn mental que el va portar a ser ingressat per la seva família durant 1907 en un hospital per a malalts mentals a Jackson (Louisiana), on va romandre fins a la seva mort el 1931.
La llegenda de Buddy Bolden s'incrementa pel fet de no haver-hi cap enregistrament disponible de la seva música, i encara que sí que va arribar a realitzar enregistraments, cap d'aquests ha sobreviscut.

## La seva obra
Sent molt jove va tocar en diverses bandes de música entre 1890 i 1893, especialment en la de Charles Galloway. Al principi, es va dedicar a l'harmònica. Les seves qualitats com a músic el fan cèlebre, i és durant aquesta època quan forma un conjunt en el qual ell mateix toca la trompeta; al costat d'ell, Willy Cornish al trombó, Willy Warnes o Frank Lewis al clarinet, Jimmy Johnson al contrabaix i Brock Munford, a la guitarra.
Al voltant de l'any 1895 va formar una nova banda. En un primer moment, ho va fer sense comptar amb el percussionista Cornelius Tilman: el resultat que van aconseguir amb aquest esdeveniment seria el naixement del jazz.
El seu estil refinat li va permetre destacar per la seva inclusió de rags. No està demostrat que toqués improvisacions (encara que els seus coetanis el reputaven com un gran improvisador), encara que sí que va destacar sempre pel seu blues de gran diversitat de tons i ritme extraordinàriament lent.
Joe King Oliver, Freddie Keppard, Bunk Johnson i altres músics del més primerenc jazz de Nova Orleans van ser influïts per Buddy Bolden.

## Tributs
Un dels temes més importants de Bolden és "Funky Butt", que més endavant seria conegut com a "Buddy Bolden's Blues", una versió que va realitzar com a tribut Jelly Roll Morton.
Sidney Bechet va escriure i va compondre "Buddy Bolden Stomp" en el seu honor, així com Duke Ellington va fer el 1957 amb la seua suite "A Drum is a Woman". El trompeta per a aquest tema seria Clark Terry.